# Libori Galerie
De Libori Galerie is een overdekt winkelcentrum in de binnenstad van Paderborn. Het centrum dateert uit 1995 en heeft een oppervlakte van 20.000 m².
Het complex dat bestaat uit het winkelcentrum, bioscoop, bowlingbaan, parkeergarage, kantoren en 15 woningen is gelegen tussen de Kamp (noordzijde) en de Liboriberg (zuidzijde). Het centrum wordt doorsneden door de straat Kasseler Mauer. De parkeergarage is bereikbaar vanaf de Liboriberg en heeft meer dan 500 parkeerplaatsen.
Het complex werd gebouwd in opdracht van Bremer AG uit Paderborn en werd in 1995 geopend. De bouwkosten bedroegen destijds 50 miljoen euro. In 2007 werd het complex van de hand gedaan voor een bedrag van 30 miljoen euro aan David Singleton Factory Outlet. Deze laatste ging failliet, waarna het complex in 2012 verkocht aan de Royal Bank of Scotland, die een investering deed van 4 miljoen euro om het verouderde winkelcentrum te moderniseren. In 2015 werd het centrum weer doorverkocht aan de private equity groep Highstreet Premium. Het beheer van het centrum wordt vanaf juli 2021 uitgevoerd door IPH Centermanagement.
Na een verbouwing in 2013 werd Saturn een van de hoofdhuurders. Andere hoofdhuurders zijn Decathlon en Rossmann.